# 巴塞爾古代美術館
巴塞爾古代美術館（德語：Antikenmuseum Basel und Sammlung Ludwig）是位於瑞士巴塞爾的一座美術館。巴塞爾古代美術館的建築也是瑞士的文化遺產。巴塞爾古代美術館主要收藏自西元前4000年至7世紀時的美術品。

## 外部連結

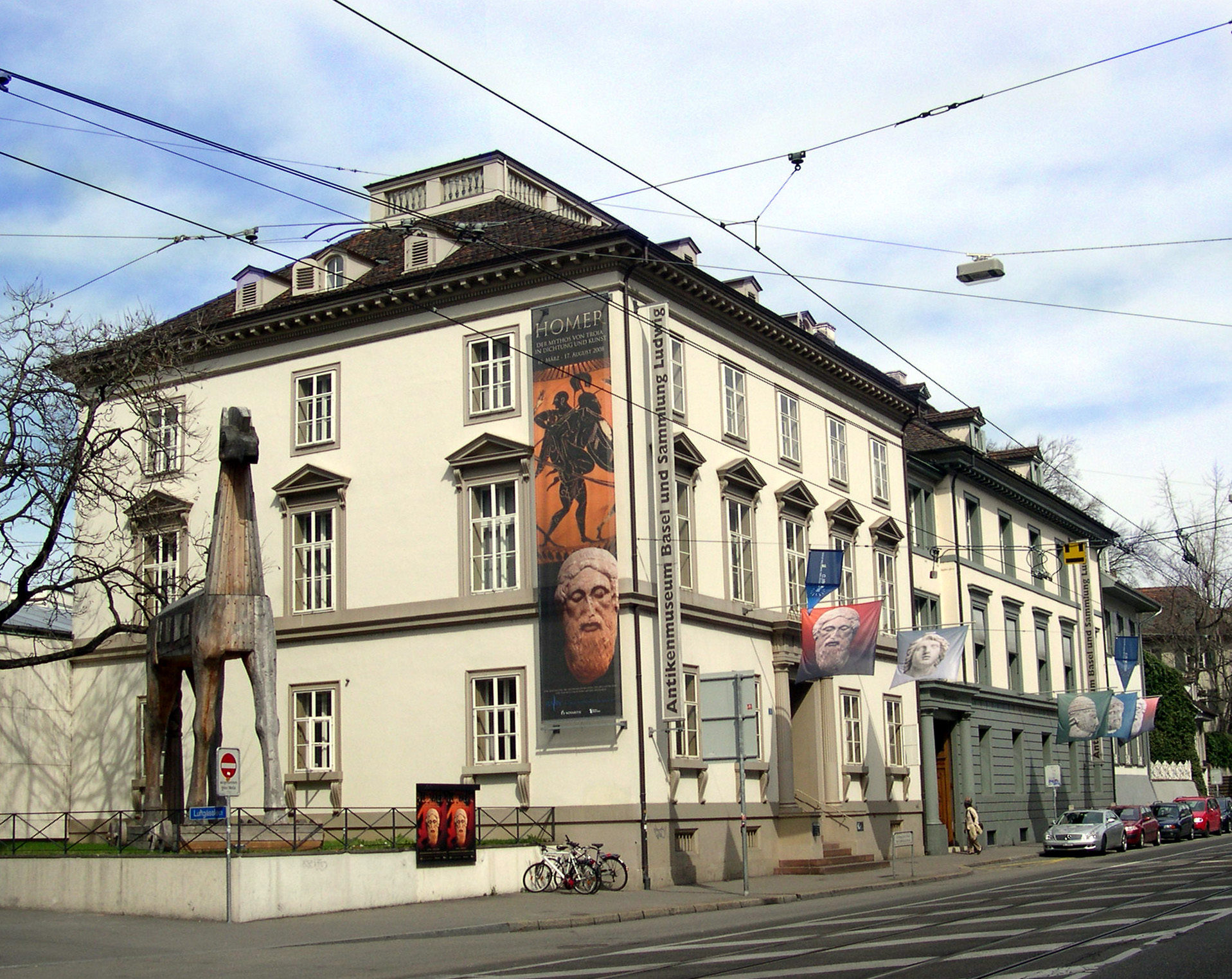
巴塞爾古代美術館

- Antikenmuseum website
- Basel museums website

47°33′16″N 7°35′36″E / 47.554379°N 7.593251°E